# Adrianus de Jong
Adrianus Egbert Willem de Jong, aussi surnommé Arie de Jong, né le 21 juin 1882 à Plantungan et mort le 23 décembre 1966 à La Haye, est un escrimeur néerlandais. Il possède le plus beau palmarès de son pays dans ce sport.

## Biographie
De Jong excelle aux trois armes, ce qui lui permet de remporter, entre 1910 et 1928, dix-huit titres nationaux (il détiendra les trois simultanément en 1924) dont la moitié à l'épée. C'est pourtant au sabre qu'il brillera le plus au niveau international, avec quatre médailles de bronze olympiques (En 1912, 1920 et 1924 et deux titres mondiaux (les deux premiers mis en jeu, en 1922 et 1923), tandis que l'épée lui rapporte une médaille de bronze olympique (1912) et une médaille d'argent mondiale (1923).
Sa cinquième médaille olympique aurait pu être d'un métal plus précieux que le bronze. Aux Jeux de 1924 (dont il est le porte-drapeau de la délégation néerlandaise), opposé au hongrois Sándor Pósta en poule finale, de Jong mène de trois touches à zéro, dans un match en quatre touches gagnantes. Mais, peu de temps avant qu'il ne porte le coup final, un incident dans la salle d'armes distrait le jury qui ne remarque pas la touche du néerlandais. Perturbé par l'incident, de Jong finira par perdre le match, une défaite qui le prive d'une médaille et d'un barrage contre Roger Ducret et János Garay pour l'or. Ironiquement, c'est Pósta qui remportera le barrage et la médaille d'or, tandis que de Jong se classe cinquième.
Au cours de sa carrière, de Jong a participé à cinq Jeux olympiques, un record national qu'il détiendra jusqu'aux sixièmes Jeux de Eric Swinkels en 1996. Militaire de carrière, il se reconvertit après sa retraite dans la restauration en dirigeant un restaurant indonésien à La Haye. Une des rues de la ville, une petite allée pavée d'un quartier résidentiel, est nommée en son souvenir (la Arie de Jongstraat).

## Palmarès
Sauf indication contraire, les médailles ci-dessous ont été gagnées au sabre
- Jeux olympiques
  -  Médaille de bronze par équipes aux Jeux olympiques de 1912 à Stockholm
  -  Médaille de bronze à l'épée par équipes aux Jeux olympiques de 1912 à Stockholm
  -  Médaille de bronze aux Jeux olympiques de 1920 à Anvers
  -  Médaille de bronze par équipes aux Jeux olympiques de 1920 à Anvers
  -  Médaille de bronze par équipes aux Jeux olympiques de 1924 à Paris

- Championnats internationaux d'escrime
  -  Médaille d'or aux championnats internationaux 1922 à Ostende
  -  Médaille d'or aux championnats internationaux 1923 à La Haye
  -  Médaille d'argent à l'épée aux championnats internationaux 1923 à La Haye